# Fio banka
Die Fio banka a.s. ist eine rein tschechische Bank mit tschechischen Besitzern. Sie konzentriert sich auf kostenlose Standard-Bankdienstleistungen für kleine und mittlere Anleger. EU-Bürger müssen keinen Wohnsitz (bzw. Postadresse) in Tschechien vorweisen, um ein Konto eröffnen zu können. Ausweis und die steuerliche Identifikationsnummer (TIN) genügen.
Fio banka ist Mitglied im Einlagensicherungsfonds der Tschechischen Republik (Fond pojištění vkladů).

## Geschäftsbereiche
Unter dem Namen des RM-SYSTEM betreibt die Fio Banka als Alleineigentümer eine kleine Wertpapierbörse für tschechische und ausländische Aktien.